# José Mataix Verdú
Francisco José Mataix Verdú (Yecla, 23 de febrero de 1941-Granada, 16 de noviembre de 2008) fue un investigador y catedrático español, conocido por sus estudios y publicaciones sobre nutrición y fisiología humana.

## Biografía
En el 1963, se licenció en Farmacia por la Universidad de Granada y diez años más tarde obtuvo el doctorado en la misma rama. Su carrera como catedrático empezó en la Facultad de Veterinaria de la Universidad Complutense de Madrid como Profesor Agregado de Fisiología; puesto que después ejercería en la misma facultad de la Universidad de León. 
El 1980 ingresó en la Universidad de Granada, donde fue director de la Sección de Ciencias Biológicas, vicerrector de investigación y de Planificación Docente y Rector en 1988, donde desarrolló sus estudios y escritos sobre dietética y nutrición. Su tarea como catedrático de la Universidad de Granada la compaginó como profesor invitado a la Universidad de Ancona (Italia), la Academia Iberoamericana de Farmacia y otras universidades e instituciones. 
Fue presidente de honor de la Sociedad Española de Nutrición Comunitaria, presidente de la Sociedad Española de Nutrición y fundador del Instituto de Nutrición y Tecnología de los Alimentos de la Universidad de Granada. Murió el 16 de noviembre de 2008 a la edad de 67 años.

## Estudios e investigaciones sobre nutrición y fisiología
Sus estudios se centraron en el tema de nutrición y fisiología humana. Defendió la idea de que la dieta mediterránea y las propiedades del aceite de oliva son elementos imprescindibles para una alimentación sana y equilibrada. 
Según Mataix: "La dieta ideal tiene que proporcionar solo las cantidades indispensables de energía, lípidos y proteínas  " y "El aceite de oliva (junto con la oliva) constituye el único alimento que distingue de forma cualitativa y por tanto excluyendo la alimentación en el ámbito mediterráneo de cualquier otro espacio Geográfico. Viene siente, desde la antigüedad, la mejor y más importante fuente de lípidos. 
Para estudiar las propiedades nutricionales del óleo de oliva, se trasladó Estados Unidos para formar parte del Health Science Center junto al Dr. Scott Grundy donde evaluó como los componentes del aceite de oliva virgen inciden en la arteriosclerosis, el envejecimiento y el cáncer. 
El mismo autor escribía: " La dieta adecuada para gozar de buena salud se basa en la información correcta acerca de la relación que existe entre la ingestión de cerdos alimentos (sobre todo, de cantidades excesivas de estos) y algunas enfermedades, como la arteriosclerosis, las afecciones cardiovasculares o ciertos tipos de cáncer. 

## Obra
Durante su carrera, escribió más de 200 artículos y libros relacionados con la nutrición y la dieta mediterránea por editoriales comerciales y universitarias.
Algunas de sus obras más conocidas son: Aceite de oliva virgen: nuestro patrimonio alimentario (Universidad de Granada, 2001); Adelgazar: verdades y falsedades (S.L. ALHULIA, 2014); Adelgazarysalud; El aceite de oliva, alma del Mediterráneo (Editorial Universidad de Jaén, 2008); Nutrición para educadoras (Diaz De Santos, 2014) o Patología digestiva (Fundación Universitaria Iberoamericana, 2005).
Su libro “nutrición y alimentación humana”  es el que cuenta con más de 400 citaciones en obras de profesionales e investigadores